# Vœu d'obéissance
Le vœu d'obéissance, dans l'Église catholique, concerne une des trois vertus évangéliques, l'obéissance. Il fait partie des vœux que les moines et religieuses font lors de leur consécration dans une communauté religieuse ou un ordre religieux. 
Les religieux qui prononcent ce vœu s'engagent librement à se soumettre dans la foi à leurs supérieurs, qui sont les représentants de Dieu, avec révérence et humilité, selon la règle et les constitutions. L'obéissance est toujours liée à la liberté de l'individu. L'obéissance est un acte de foi qui incite le religieux à rechercher la volonté de Dieu dans les événements et les défis de la vie. 
Pour l'Église catholique, l'obéissance est d'abord l'accueil bienveillant de la personne qui ne pense pas comme soi-même, c'est ensuite chercher à comprendre, à voir le positif de ce qui est dit (et qui peut être contraire à ses propres idées). L'obéissance se fait toujours dans la liberté.

## Historique du Vœu d'obéissance
Les Évangiles présentent la figure de Jésus-Christ, obéissant à la volonté de Dieu le Père. Par exemple, Jésus dit :
« Je suis descendu du ciel pour faire, non ma volonté, mais la volonté de celui qui m'a envoyé. » (Jn 6,38)
Saint Paul, en parlant de Jésus, le décrit :
« Obéissant jusqu'à la mort, même jusqu'à la mort sur une croix »(Ph 2,8)
Au cours des siècles, les chrétiens ont toujours essayé de suivre son exemple ainsi que son enseignement sur l'obéissance.
Les ermites des premiers siècles n'étaient pas en mesure de pratiquer le vœu d'obéissance, cependant il était prévu une certaine docilité (écoute, obéissance) à mettre l'école d'un moine plus ancien. 
Saint Cyprien de Carthage, dans sa lettre De abitu virginum, écrit qu'à Rome les vierges ont l'habitude de se mettre sous la conduite des vierges âgées. L'obéissance était considérée alors comme une sorte de formation.
Plus tard, au temps de saint Benoît avec l'organisation de la vie religieuse sous forme de communautés, Benoît indique qu'il est important d'obéir à un résultat supérieur. C'est à ce moment que le vœu d'obéissance a acquis son importance.
Enfin, saint Thomas d'Aquin indique dans la Somme théologique que le vœu d'obéissance est à la tête des vœux religieux.

## Présentation

### Fondements
Le vœu monastique d'obéissance a été précisé dans l'encyclique Perfectae Caritatis Concile Vatican II dans le chapitre 14 :
l'obéissance.

« Par la profession d’obéissance, les religieux font l’offrande totale de leur propre volonté, comme un sacrifice d’eux-mêmes à Dieu, et par là ils s’unissent plus fermement et plus sûrement à sa volonté de salut. À l’exemple de Jésus-Christ qui est venu pour faire la volonté du Père (cf. Jn 4,34 ; Jn 5,30 ; He 10,7 ; Ps 39,9) et qui « prenant la forme d’esclave » (Ph 2,7) a appris en souffrant l’obéissance (cf. He 5,8), les religieux, sous la motion de l’Esprit Saint se soumettent dans la foi à leurs supérieurs, qui sont les représentants de Dieu, et ils sont guidés par eux au service de tous leurs frères dans le Christ comme le Christ lui-même qui, à cause de sa soumission au Père, s’est fait serviteur de ses frères et a donné sa vie en rançon pour la multitude (cf. Mt 20,28 ; Jn 10,14-18). Ils sont liés ainsi plus étroitement au service de l’Église et tendent à parvenir à la mesure de la plénitude de l’âge du Christ (cf. Ep 4,13).
Que les religieux donc se soumettent avec révérence et humilité à leurs supérieurs, selon la règle et les constitutions, en esprit de foi et d’amour à l’égard de la volonté de Dieu, apportant les forces de leur intelligence et de leur volonté, tous les dons de la grâce et de la nature à l’accomplissement des ordres et à l’exécution des tâches qui leur sont confiées, dans la certitude qu’ils travaillent à l’édification du Corps du Christ selon le dessein de Dieu. Ainsi l’obéissance religieuse, loin de diminuer la dignité de la personne humaine, la conduit à la maturité en faisant grandir la liberté des enfants de Dieu. … »

### Principes et limites
Pour l'Église catholique, l'obéissance, du latin ob audire, signifie « se soumettre librement à la parole écoutée » : c'est une ouverture à l'écoute. C'est l'attitude de celui qui veut aller au-delà de ce qu'il connait. 
Le Père Dominique Sterckx indique : « Obéir, c'est d'abord écouter avec un préjugé favorable pour l'autre, dans une attitude de bienveillance pour l'accueillir lui-même avant d'accueillir ce qu'il demande ou propose. Accueillir celui qui ne pense pas comme moi et dont le comportement m'agace peut-être. C'est ensuite chercher à comprendre, à voir le positif de ce qui m'est dit au lieu de commencer par rechigner, en me polarisant sur ce qui ne me plaît pas ou ne me semble pas juste. ».
La notion d'obéissance, y compris à la parole de Dieu, est toujours liée à la liberté. L'obéissance engage le chrétiens à s'ouvrir à la volonté de Dieu, elle est un acte de foi qui incite à rechercher la volonté de Dieu dans les événements et les défis de la vie. Mais celui-ci est appelé à coopérer librement à l'œuvre de ceux qui ont la responsabilité de guider la communauté (dans laquelle il s'engage).
Il faut néanmoins rappeler que l'obéissance s'exerce dans le cadre limité et défini par les Constitutions (de l'ordre).
L'objectif du vœu d'obéissance est d'aider le chrétien (ici le religieux) à grandir dans l'amour et la volonté de Dieu ; et ce faisant, grandir en sainteté. 
La bienheureuse Marie de Jésus Crucifié disait que le vœu d'obéissance était le plus important (des trois) « parce que rien n'est agréable à Dieu comme l'obéissance parce que Jésus a obéi. ... Les anges déchus sont tombés non à cause de la chasteté, mais parce qu'ils n'ont pas obéi, l'orgueil refuse d'obéir. ».

### Ouverture aux laïques
Les laïques peuvent, s'ils le souhaitent, prononcer des vœux, dont le vœu d'obéissance, après leur entrée dans un Tiers-ordre. Par exemple, dans l'ordre du Carmel, les personnes entrant dans le Tiers-Ordre carmélite prononcent, lors de leur engagement dans l'ordre, un engagement à vivre les vertus évangéliques d'obéissance, de chasteté et de pauvreté (cet engagement ne constituent pas de vœux en tant que tel). Cependant, le laïque peut, librement, prononcer ses vœux d'obéissance et de chasteté (cependant, ces vœux ne font pas de lui un religieux, et conservent son statut de laïque).

## Sources
- (it) Cet article est partiellement ou en totalité issu de l’article de Wikipédia en italien intitulé « Voto di obbedienza » (voir la liste des auteurs).